# هوشینا ماسانائو
هوشینا ماسانائو (به ژاپنی: 保科 正直 Hoshina Masanao) یک دایمیو در دوره سنگوکو بود که به خاندان تاکدا خدمت می‌کرد. او سپس به خدمت توکوگاوا ایه‌یاسو درآمد. دختر او دخترخوانده ایه‌یاسو و  کی‌شیتسو یا زن اصلی کورودا ناگاماسا بود.